# Топалов Сергій Валерійович
Сергій Валерійович Топалов (нар. 15 серпня 1965, місто Сімферополь АР Крим) — український діяч, 2-й секретар Кримського республіканського комітету КПУ. Народний депутат України 7-го скликання.

## Біографія
У 1982—1983 роках — на заводі «Фотон» міста Сімферополя.
У 1983—1985 роках — служба в Радянській армії.
У 1985—1995 роках — на заводі «Фотон» міста Сімферополя.
Освіта вища. Закінчив історичний факультет Сімферопольського державного університету імені Фрунзе.
Член КПУ.
У 1996—2003 роках — 1-й секретар Кримського республіканського комітету комсомолу. У 2000—2003 роках — секретар ЦК ЛКСМУ.
З 2003 року — інструктор, завідувач організаційного відділу Кримського республіканського комітету КПУ.
У 2007—2011 роках — заступник голови Республіканського комітету АР Крим з фізичної культури і спорту.
З квітня 2011 року —  2-й секретар Кримського республіканського комітету КПУ.
Народний депутат України 7-го скликання з .12.2012 до .05.2014 від КПУ № 21 в списку. Склав депутатські повноваження 13.05.2014. Член фракції КПУ (з .12.2012), голова підкомітету з питань фізичної культури та спорту Комітету з питань сім'ї, молодіжної політики, спорту та туризму (з .12.2012).
Заслужений працівник фізичної культури і спорту АРК.